# Kokon (film fra 2019)
 For alternative betydninger, se Kokon (flertydig). (Se også artikler, som begynder med Kokon)
Kokon er en dansk børnefilm fra 2019 instrueret af Nadia Claudi.

## Handling
Den unge kvinde Sigrid er låst fast. Hun bor stadig hjemme hos sin mor i et hus, der engang genlød af tonerne fra et klaver. Nu hersker stilheden, for mor kan ikke tåle høje lyde. Sigrid tager sig godt af både mor og af beboerne på det plejehjem, som hun arbejder på. Men inden i hende bobler en stærk trang til at bryde fri af morens omklamring og omfavne musikken igen. Da hun møder en ny plejehjemsbeboer, den farverige komponist Leonora, tager hun modet til sig, men mor har ikke tænkt sig at give slip uden kamp.

## Medvirkende
- Maria Buch Cordsen, Sigrid
- Lene Vestergård, Leonora
- Michelle Bjørn-Andersen, Mor
- Kristine Lauritzen, Mete